# Tapheocarpa calandrinioides
Tapheocarpa calandrinioides là một loài thực vật có hoa trong họ Commelinaceae. Loài này được (F.Muell.) Conran miêu tả khoa học đầu tiên năm 1996.